# Вишенський (хутір)
Вишенський — колишній хутір у Великонизгурецькій сільській раді Бердичівського району Бердичівської округи.

## Населення
Відповідно до перепису населення СРСР 17 грудня 1926 року, чисельність населення становила 8 осіб, з них 4 чоловіків та 4 жінки; за національністю — українці. Кількість господарств — 1.

## Історія
Заснований у 1911 році, до 1923 року входив до складу Пузирецької волості Бердичівського повіту Київської губернії, до червня 1925 року — до складу Бердичівського району Бердичівської округи. Станом на 17 грудня 1926 року — хутір Великонизгурецької сільської ради Бердичівського району Бердичівської округи. Відстань до центру сільської ради, с. Великі Низгурці — 3 версти, до районного центру, м. Бердичів — 11 верст, до окружного центру в Бердичеві — 10 верст, до найближчої залізничної станції, Бердичів — 9,5 версти.
Знятий з обліку населених пунктів до 1 жовтня 1941 року.